# El Tradicionalista (1923-1936)
El Tradicionalista fue un periódico español editado en Valencia entre 1923 y 1936.

## Historia
Fue fundado el 16 de enero de 1923 como semanario jaimista. Anteriormente los jaimistas valencianos habían contado con el popular Diario de Valencia. No obstante, tras el cisma de Vázquez de Mella de 1919, este periódico, bajo la dirección de Luis Lucia, había abandonado la causa carlista, evolucionando hacia la democracia cristiana.
El semanario apareció bajo la responsabilidad de su director propietario, Bartolomé Soriano Marco. El director literario fue el marqués de Villores, secretario político del pretendiente Don Jaime, a quien posteriormente sucederían Francisco de Paula Momblanch y el sacerdote Alberto Roger Martínez.
El Tradicionalista era el único periódico jaimista valenciano y uno de los doce en España que el semanario El Cruzado Español anunciaba en 1929 como periódicos de la Prensa legitimista española. En junio de 1930 el semanario publicaría una felicitación de Don Jaime por las labores de reorganización del jaimismo en el reino de Valencia llevadas a cabo por el marqués Villores.
Además de su tirada regular, la imprenta de El Tradicionalista editaría varias obras propagandísticas. Por ejemplo, en 1929 la Biblioteca de El Tradicionalista publicó un Idearium tradicionalista de Domingo Farell con el seudónimo de «Heráclito». Bajo la dirección de Villores, editaría también las memorias de Alfonso Carlos de Borbón, sucesor de Don Jaime.
Enfrentado a la Segunda República, el periódico fue suspendido por el gobierno tras la sublevación de Sanjurjo y permaneció en esta situación varios meses, hecho contra el que el conde de Rodezno elevaría una protesta en las Cortes en febrero de 1933. El 4 de marzo pudo volver a publicarse.
Tras la muerte de Bartolomé Soriano en 1934, le sucedió como director propietario Francisco Jiménez. Una reseña de este periódico realizada por el diario El Siglo Futuro en 1935 afirmaba que El Tradicionalista, además de «sostener siempre la pureza de la doctrina tradicionalista sin vacilaciones ni concomitancias más o menos disculpables», se había distinguido «por su tesón en combatir la inmoralidad, la revolución y toda clase, mansa o fiera, de política revolucionaria».
A pesar de representar el carlismo ortodoxo, bajo la dirección de Alberto Roger el semanario mostró inclinación al pacto con otras fuerzas monárquicas, por lo que en 1934 el sector tradicionalista valenciano más intransigente lanzaría un nuevo semanario más virulento titulado El Guerrillero.
El Tradicionalista encabezó iniciativas dentro de la Comunión Tradicionalista, como la propuesta de que Manuel Fal Conde presentase su candidatura a diputado para las elecciones de febrero de 1936.
Publicó su último número el 16 de julio de 1936. Tras el estallido de la Guerra Civil Española, su director Alberto Roger sería asesinado, víctima de la represión en la retaguardia republicana.
En 1954 se iniciaría una segunda época de El Tradicionalista, que publicaría en su primer número un manifiesto de Javier de Borbón-Parma, a quien el periódico definía como rey.